# Tvornica traktora Minsk
Tvornica traktora Minsk (bjeloruski: Мінскі трактарны завод (MTZ)) je glavno industrijsko poduzeće u Minsku, glavnom gradu Bjelorusije. Uz glavnu tvornicu u Minsku, poduzeće uključuje niz postrojenja koja proizvode dijelove i priključne strojeve za traktore i druga vozila.
Postrojenje je osnovano 29. svibnja 1946. godine. Prvi traktor, model MTZ-2, proizveden je 14. listopada 1953. godine.
Godine 2005. godine bilo je zaposleno gotovo 20,000 radnika. Poduzeće proizvodi više od 62 modela vozila. Njegova glavna civilna proizvodnja je traktor modela "MTZ", poznat i kao "Belarus". Do 1995. godine poduzeće je proizvelo 3,000.000 traktora. Godine 1999. proizvedeno je 58% svih traktora proizvedenih u zemljama ZND-a. Već nekoliko godina postrojenje drži 8-10% udjela na svjetskom tržištu traktora.
MTZ traktori izvoze se u Zapadnu Europu, uključujući i Hrvatsku. Godine 2007., "Hrvatske šume" kupile su veći broj traktora Belarus, a traktori se izlažu i na Bjelovarskom sajmu u Gudovcu. Najpopularniji izvozni model je MTZ-50 (52). 
U doba Sovjetskog Saveza, poduzeću su dodijeljene brojne nagrade za proizvedene traktore. 
U 2013. godini poljoprivredni traktori "Belarus" certificirani su u SAD-u od strane Agencije za zaštitu okoliša (EPA) i Kanade od strane "Environmental Canada" i dobili su punu suglasnost za uvoz i distribuciju u obje zemlje. Od 2010. godine distribucija bjeloruskih traktora u SAD-u i Kanadi provodi se preko lokalnog distributera "MTZ Equipment Ltd." Jedan od faktora koji doprinosi povratku MTZ traktora u Sjevernu Ameriku bio je činjenica, da je tvornica počela proizvoditi traktore s dizel motorima s kompresijskim paljenjem koji odgovaraju postojećim standardima emisija, uključujući Tier 3/4i/4 (SAD/Kanada) i Euro 3a, 3b, 4 (Europa).

## Galerija
- MTZ-50
- MTZ-80
- Belarus 952
- Belarus 1025
- Belarus 2422
- Belarus 3022
- Poštanska marka
- Belarus forvarder